# Cascina
Cascina är en ort och kommun i provinsen Pisa i regionen Toscana i Italien. Kommunen hade 45 059 invånare (2018).